# Barton (Wisconsin)
Barton è un comune della contea di Washington, nello stato americano del Wisconsin.